# Karl Heinz Chelius
Karl Heinz Chelius (* 14. Februar 1934 in Kaiserslautern; † 1. August 2013 in Würzburg) war ein deutscher Klassischer Philologe.
Karl Heinz Chelius studierte Klassische Philologie an der Universität Mainz. Ab den 1970er Jahren war er an den Vorbereitungen zum Augustinus-Lexikon beteiligt, das Cornelius Petrus Mayer mit Unterstützung der Deutschen Forschungsgemeinschaft vorantrieb. 1984 wurde Chelius mit einer Dissertation über die Textgeschichte des Plautus an der Universität Mainz bei Andreas Thierfelder zum Dr. phil. promoviert. Ab dem 1. September 1984 war er hauptamtlicher Redaktor des Augustinus-Lexikons, das er von den Anfängen bis zu seinem Eintritt in den Ruhestand zum 1. März 1999 redaktionell betreute. Auch im Ruhestand unterstützte er als „Redaktor emeritus“ und philologischer Berater das Augustinus-Lexikon. Er hatte maßgeblichen Anteil an der grundlegenden Erschließung des umfangreichen Schriftencorpus des Heiligen Augustinus. Seine Liste der Augustinus-Schriften und -Editionen ist in Fachkreisen als „Chelius-Liste“ bekannt. Er beteiligte sich auch als Fahnenleser an der Neubearbeitung (2. Auflage, 1990) des Index-Bandes zum Thesaurus Linguae Latinae.
Karl Heinz Chelius war verheiratet mit der Germanistin Annemarie Chelius-Göbbels (1936–1999). Gemeinsam mit ihr gründete er die Dr. Annemarie und Dr. Karl Heinz Chelius-Stiftung für Medizin am Missionsärztlichen Institut in Würzburg.

## Schriften
- Die Codices minores des Plautus. Forschungen zur Geschichte und Kritik. Baden-Baden 1989 (Saecula spiritalia 18; zugleich Dissertation, Mainz 1984)
- Augustins Werke und kritische Editionen. In: Augustinus-Lexikon. Band 2 (1996–2002), S. XI–XXX (auch Sonderabdruck, Basel 1996); Band 3 (2004–2010), S. IX–XXIII

Herausgeberschaft
- mit Udo Reinhardt und Klaus Sallmann: Musa iocosa. Arbeiten über Humor und Witz, Komik und Komödie der Antike. Andreas Thierfelder zum 70. Geburtstag am 15. Juni 1973. Hildesheim/New York 1974
- mit Cornelius Petrus Mayer: Homo spiritalis. Festgabe für Luc Verheijen, OSA, zu seinem 70. Geburtstag. Würzburg 1987
- mit Cornelius Petrus Mayer: Internationales Symposion über den Stand der Augustinus-Forschung. Würzburg 1989